# Misión de Asistencia de las Naciones Unidas en la República de Sudán del Sur
La Misión de Asistencia de las Naciones Unidas en la República de Sudán del Sur (también conocida como UNMISS por sus siglas en inglés) es una fuerza internacional de mantenimiento de la paz desplegada en Sudán del Sur desde julio de 2011 y sucesora de la Misión de las Naciones Unidas en el Sudán tras la independencia del país.
El mandato de la UNMISS fue establecido con la aprobación de la resolución 1996 del Consejo de Seguridad de las Naciones Unidas del 8 de julio de 2011. En ella se establecen como objetivos principales de la misión: el apoyo para la consolidación de la paz; prestar apoyo al gobierno de Sudán del Sur para la prevención, mitigación y solución de los conflictos y la protección de civiles; y prestar apoyo al gobierno de Sudán del Sur para proporcionar la seguridad y justicia propia de un Estado de derecho.
Actualmente las Naciones Unidas mantienen dos misiones sobre el territorio de Sudán, que son la UNMISS y la Misión de las Naciones Unidas en Sudán (UNMIS).

## Inicio de conflicto de mayor complejidad
El Consejo de Seguridad determinó que la situación que enfrentaba Sudán del Sur seguía constituyendo una amenaza para la paz y la seguridad internacionales en la región, y estableció la Misión de Asistencia de las Naciones Unidas en la República de Sudán del Sur (UNMISS) para consolidar la paz y la seguridad, y contribuir a establecer las condiciones para el desarrollo.
Tras la crisis que estalló en Sudán del Sur en diciembre de 2013, el Consejo de Seguridad, en su resolución el 27 de mayo de 2014, reforzó la UNMISS y estableció la prioridades de su mandato hacia:
- la protección de los civiles,
- la vigilancia de los derechos humanos,
- el apoyo a la prestación de la asistencia humanitaria,
- la aplicación del Acuerdo de Cese de hostilidades.

## Países integrantes
La misión está conformada por alrededor de 62 países integrantes y activos participantes de las misiones conjuntas internacionales de las Naciones Unidas que aportan una cantidad definida por el consejo de la ONU solicitando tanto tropas militares como expertos y policías.

## Efectivos
Efectivos autorizados: 16.147 en total; incluye:
- Personal uniformado: 13.723
- Soldados: 12.111
- Personal militar: 185
- Policías: 1.427
- Personal civil: 1.973
- Personal civil internacional: 787
- Personal civil local: 1.215
- Voluntarios de la ONU: 405